# HYLAS
HYLAS, acrónimo en inglés de Highly Adaptable Satellite (en español, satélite altamente adaptable), es un pequeño satélite de comunicaciones geoestacionario lanzador por el Ariane 5 V198 desde el Centro Espacial de Kourou en la Guayana Francesa. Proporcionará nuevos e innovadores servicios, incluidos la HDTV (televisión en alta definición) y servicios de banda ancha. El satélite ayudará a solucionar el problema de cobertura de banda ancha en muchas partes de Europa que tiene una infraestructura terrestre menos desarrollada.
HYLAS ha sido desarrollado por EADS Astrium para la compañía británica Avanti Communications. Este desarrollo viene apoyado por una inversión de unos 23 millones de libras del Centro Espacial Nacional Británico (BNSC en sus siglas en inglés).